# Lac de Bareilles
Pour les articles homonymes, voir Bordères.
Le lac de Bareilles ou de Bordères est un lac pyrénéen français situé administrativement dans la commune de Bordères-Louron dans le département des Hautes-Pyrénées en région  Occitanie.
Le lac a une superficie de 6,5 ha pour une altitude de 1 760 m, il atteint une profondeur de 18 m.

## Géographie
C'est un lac situé dans la vallée du Louron.
Les sommets environnants du lac de Bareilles tels que le Jambet (2 121 m), le Montious (2 171 m) ou le pic du Lion (2 102 m) sont des sites très prisés par les randonneurs, à pied en été ou en raquette et en ski de randonnée l'hiver.

### Topographie
| Bois de Bassiousses       |                                             |                           |
| Pic de Montious (2 171 m) | lac de Bareilles                            | Crête de Téchouède        |
| Sommet du Tech (2 138 m)  | Col du Lion (2 031 m) Pic du Lion (2 102 m) | Crête de la Coume du Lion |

### Hydrologie
Le lac a pour émissaire le ruisseau de Lastie, affluent de la Neste du Louron dans la vallée de Bareilles.

## Protection environnementale
Le lac fait partie d'une zone naturelle protégée, classée ZNIEFF de type 1 et de type 2. Depuis juillet 2020, il est englobé dans la RNR du massif du Montious.

## Voies d'accès
On y accède par un chemin forestier à partir du village de Bareilles puis par un sentier de montagne (30 minutes de marche).
Le lac de Bareilles est aussi accessible par un chemin de randonnée depuis le Port de Balès, et par le col du Lion à Cazaux-Fréchet-Anéran-Camors.

## Galerie d'images

Sélection de vues du lac.
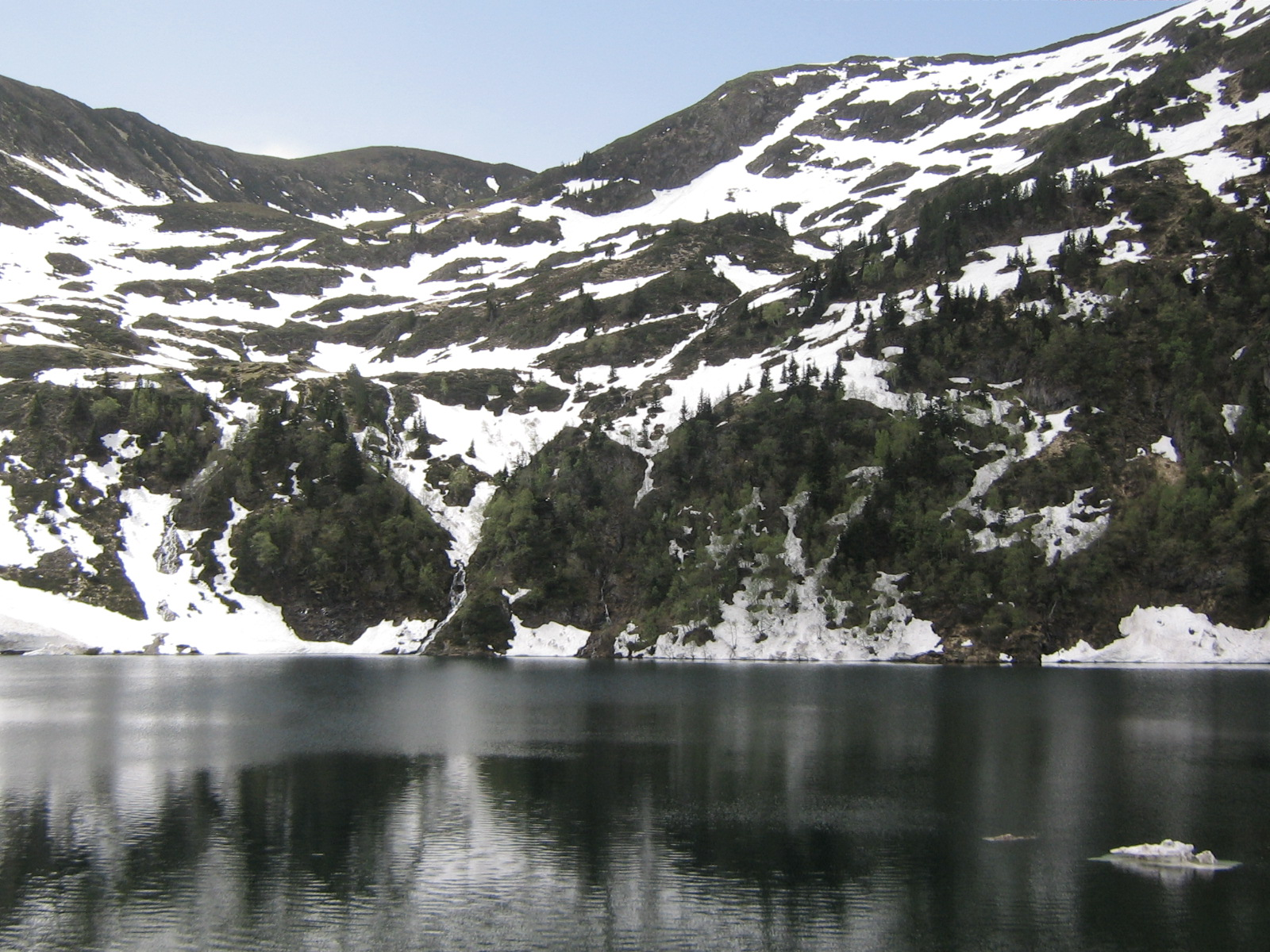
Le lac au printemps.
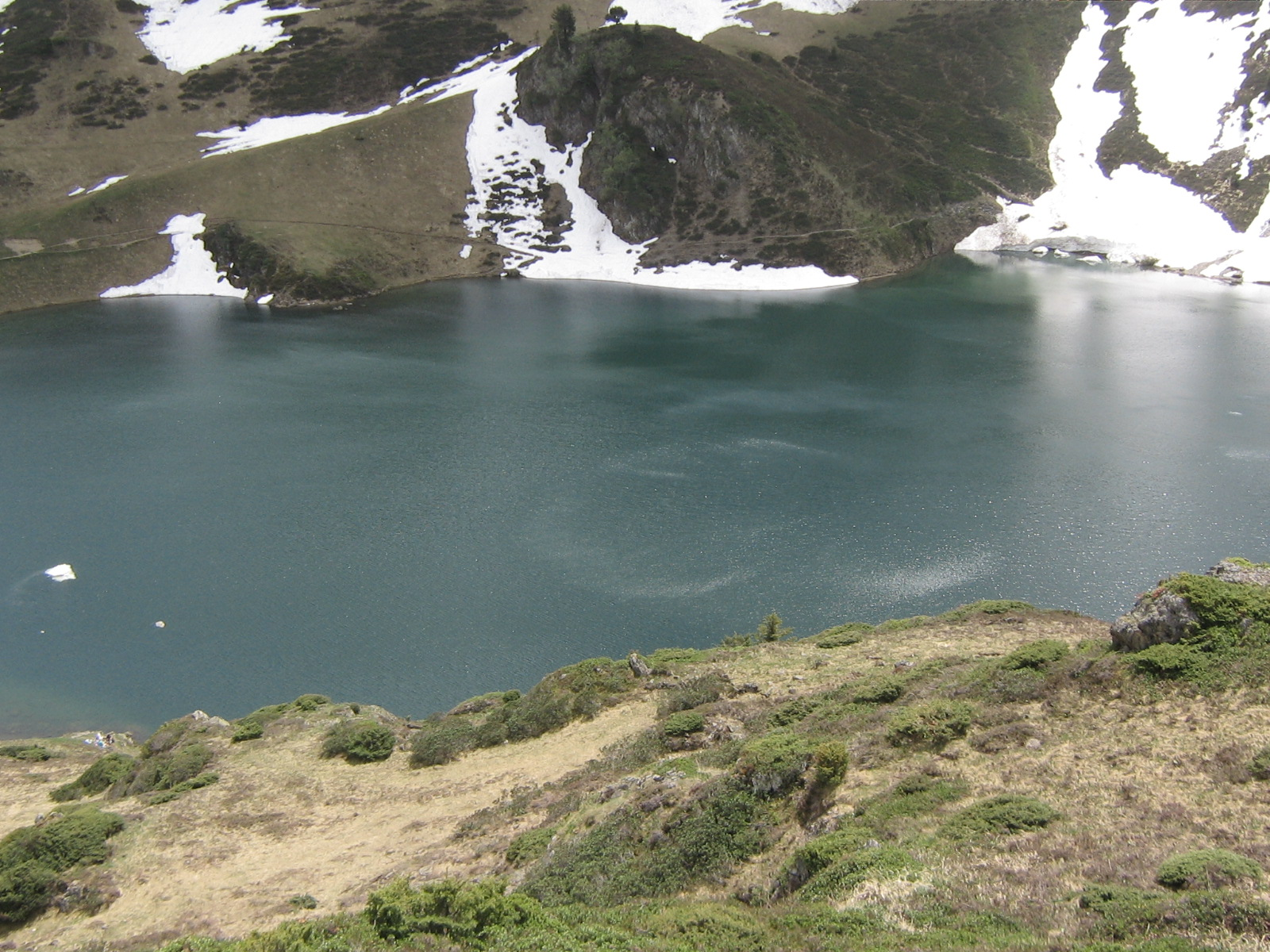
Vue plongeante.
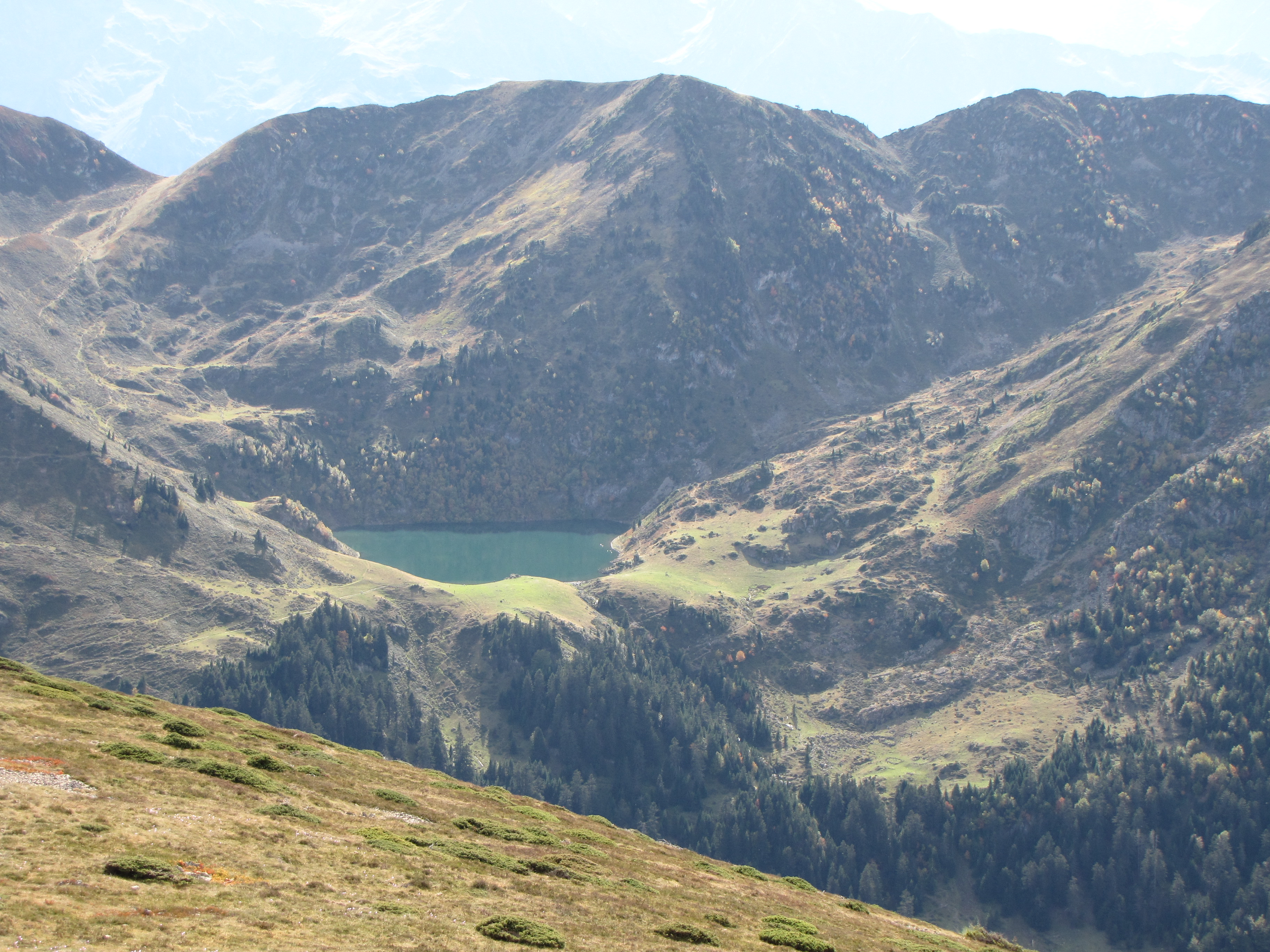
Vue depuis le mont Né.